# École nationale des ponts et chaussées
École nationale des ponts et chaussées (ENPC, Ponts ParisTech) är en fransk grande école som utexaminerar generalistingenjörer i norra Frankrike (Champs-sur-Marne), och som är medlem av Conférence des grandes écoles.

## Utbyte & Dubbla examina
Flera svenska tekniska högskolor, till exempel Lunds tekniska högskola och Kungliga Tekniska högskolan, har utbyte med ENPC, bland annat nätverket TIME, som efter ett tvåårigt utbyte ger rätt till en examen också från den utländska högskolan. 

## Grader erbjuds
- Ingenjör ENPC ;
- Master of Science ;
- Mastère spécialisé ;
- Executive MBA luftfart (i samarbete med École nationale de l'aviation civile)[3][4]  ;
- Filosofie doktor.

## Framstående personer som utexaminerats från Ponts ParisTech
- Henri Becquerel, fransk fysiker som mottog Nobelpriset i fysik år 1903
- André Blondel, fransk ingenjör
- Sadi Carnot, fransk statsman
- Augustin Louis Cauchy, fransk matematiker
- Lucien Cayeux, fransk geolog
- Joseph Garnier, en fransk nationalekonom
- Ludvig Ferdinand Holmberg, dansk ingenjör
- Édouard Imbeaux, fransk ingenjör och läkare
- Louis De Launay, fransk geolog
- Frédéric Lordon, fransk ekonom och forskningsledare i CNRS
- Augustin Mesnager, fransk väg- och vattenbyggnadsingenjör
- Claude-Louis Navier, fransk väg- och vattenbyggnadsingenjör
- Maurice d'Ocagne, fransk ingenjör och matematiker
- Jean-Rodolphe Perronet, Franska akademien
- Gaspard de Prony, fransk baron och ingenjör
- Jean Résal, fransk brobyggnadsingenjör
- Jean Tirole, fransk nationalekonom